# Ixodes vestitus
Ixodes vestitus este o specie de căpușe din genul Ixodes, familia Ixodidae, descrisă de Neumann în anul 1908. Conform Catalogue of Life specia Ixodes vestitus nu are subspecii cunoscute.